# Isonade
Isonade (磯撫で Golpe playa?) es un yōkai con forma de enorme tiburón, tipo monstruo-marino, que se dijo que fue a vivir frente a la costa de Matsuura y otros lugares en el oeste de Japón.

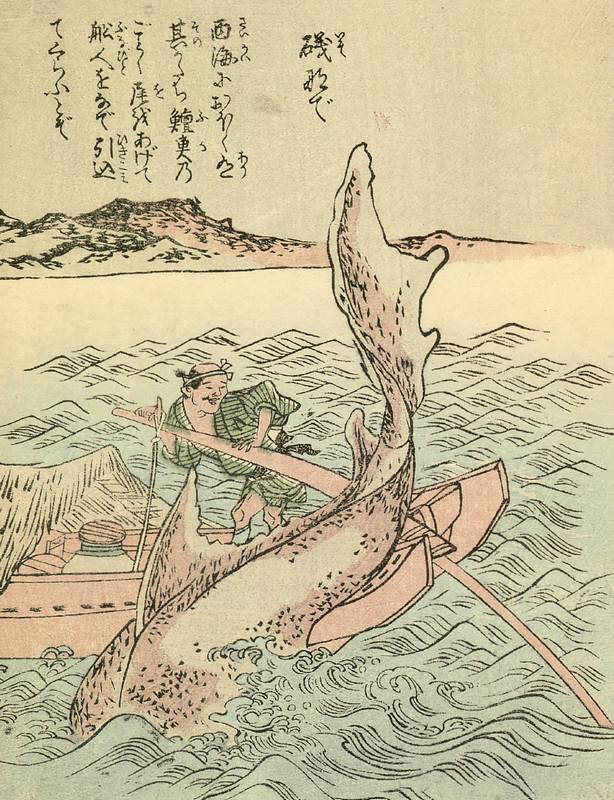

Cuando aparece, los vientos soplan fuerte. 
Su cuerpo nunca se ha visto, ya que está siempre oculto bajo las olas, con excepción de su enorme aleta caudal. Se acerca a los barcos sigilosamente, y utiliza su cola, enganchándola, para atrapar a los marineros y arrastrarlos al mar, donde los devora. También puede simplemente utilizar su cola para volcar barcos y comerse a las personas.